# Inglês moderno
O inglês moderno (em inglês:  Modern English) é caracterizado pela fase compreendida da língua inglesa do século XIV até aos dias atuais. Nela, houve a unificação da língua com base no dialeto da região londrina.
A transição do inglês médio ao moderno foi marcada por uma rigorosa evolução fonética na pronúncia das vogais, o que ocorreu entre os séculos XV e XVI. O linguista dinamarquês Otto Jespersen denominou tal mudança de Great Vowel Shift, (em português: Grande Mudança Vocálica) que se consistiu em alterar a articulação das vogais em relação às posições dos lábios e da língua, que no geral se elevou em um grau.
Esta mudança transformou as 20 vogais que possuía o inglês médio em 18 no inglês moderno. A escrita permaneceu inalterada como consequência da aparição da imprensa. Até então o inglês médio possuía uma escrita mais fonética; todas as consoantes se pronunciavam, enquanto que hoje algumas são mudas como o l em walking.
A partir de 1500 começa o período da expansão geográfica do inglês; primeiro nas regiões vizinhas da Cornualha, Gales, Escócia e Irlanda, onde substitui quase completamente o céltico e nas ilhas Shetland e Órcades substitui a língua descendente do norueguês antigo chamada "norn".